# جان دو لافونتين
ولد جان دي لافونتين في (8 يوليو 1621 - 13 أبريل 1695). يعتبر أشهر كاتب قصص خرافية (القصص التي تدور أحداثها على ألسنة الحيوانات والطيور) في تاريخ الأدب الفرنسي.
يقول عنه فلوبير إنه الشاعر الفرنسي الوحيد الذي استطاع أن يفهم تراكيب اللغة الفرنسية، ويتمكن من استخدامها قبل عصر هوجو. قامت فرنسا في عام 1995 بإصدار مجموعة من الطوابع البريدية احتفاءً منها بشخصية لافونتين، ومجموعة أعماله المعروفة باسم أساطير لافونتين. كذلك، تم عرض فيلم عن حياته في فرنسا في أبريل من عام 2007 (وكان الفيلم بعنوان Jean de La Fontaine - le défi  (جان دي لافونتين - التحدي) وهو من بطولة لورنت دويتش).

## سيرته الذاتية

### السنوات الأولى من حياته
ولد لافونتين في بلدة شاتو تيري في منطقة شامباين التي تقع في شمال شرق فرنسا. والده هو شارل دي لافونتين، كان يعمل كمسئول عن حماية الغابات والممتلكات الحكومية في دوقية شاتو-تيري. أما والدته، فهي فرانسواز بيدو، وتنتمي أصولها من ناحية والديها إلى أعلى المراتب بين الطبقة الوسطى في المقاطعة الفرنسية، التي تنحدر أصولها منها، ولكنها لا تنتمي إلى طبقة النبلاء. وكان والده يمتلك ثروة معقولة.
تلقى جان - وهو الابن الأكبر لأسرته - تعليمه في المدرسة الثانوية الفرنسية (وهي مدرسة لتعليم قواعد اللغة)، في مدينة ريمز الواقعة في شمال شرق فرنسا. وفي أواخر أيام دراسته في المدرسة، التحق بأبرشية (منشأة دينية تعرف باسم Oratory) وذلك في مايو من عام 1641، ثم بالمعهد اللاهوتي Saint-Magloire في أكتوبر من نفس العام. ولكن أثبتت له إقامته القصيرة في هذه الأماكن إنه أخطأ اختيار المستقبل المهني الذي يجب أن يسلكه. ويبدو أنه اتجه بعد ذلك لدراسة القانون، ويقال أنه قد تم قبوله في مهنة محام.

### حياته الأسرية
على الرغم من ذلك، استقرت حياة لافونتين الأسرية - أو على الأقل أتيحت له الفرصة لذلك - في وقت مبكر من حياته. ففي عام 1647، تنازل له والده عن منصبه -كمسئول عن حماية الغابات والممتلكات الحكومية الخاصة بدوقية شاتو تيري-، وقام بالترتيبات اللازمة لزواج ابنه من ماري هيريكار - وهي فتاة في سن الرابعة عشر - منحته عشرين ألفًا من الجنيهات، كما كان زواجه منها يعني توقع الفوز بإرث أكبر. وبالرغم من الذكاء والجمال الذين كان يبدو أنها تتمتع بهما، فإن الزوجين لم يكونا على وفاق. ولا يوجد مطلقًا ما يثبت الفضيحة الغامضة التي أُلصقت بسلوكها؛ تلك الفضيحة التي تناقلت على ألسنة أعداء لافونتين الشخصيين ممن يروجون الشائعات وأحاديث النميمة. وكل ما يمكن الجزم به عن شخصيتها هو تلك الأقاويل التي وصفتها بأنها ربة منزل مهملة وأنها مدمنة قراءة الروايات. أما لافونتين نفسه، فقد كان يبتعد عن منزله باستمرار ولم يكن شديد الالتزام بمبدأ الإخلاص الزوجي. وكان أيضًا رجل أعمال سيئ للغاية لدرجة جعلت شئونه التجارية تدخل دائمًا دائرة المآزق التي لا فكاك منها. وهكذا، كان لا بد من الفصل بين ممتلكات الزوجين في عام 1658. وقد تمت إجراءات هذا الفصل بشكل ودي تمامًا لمصلحة الأسرة؛ وبخطوات بطيئة. وبالرغم من ذلك، توقف الزوجان عن الحياة تحت سقف منزل واحد - دون وجود أي نزاع حقيقي بينهما - وعاش لافونتين الجزء الأكبر من السنوات الأربعين الأخيرة في حياته في باريس بينما استقرت زوجته في بلدة شاتو-تيري التي كان لافونتين يزورها بانتظام. وأنجب الزوجان ابنًا واحدًا في عام 1653، وقد تولت والدته تعليمه ورعايته بشكل كامل.

### مستقبل لافونتين الأدبي في باريس
حتى أثناء السنوات الأولى من زواجه، كان لافونتين يتردد على باريس كثيرًا، ولكنه لم يصبح زائرًا منتظمًا للعاصمة الفرنسية حتى عام 1656. وكانت واجبات منصبه - التي ترتبط بمناسبات ومواسم معينة - متوافقة تمامًا مع عدم استقراره في مكان واحد.ولم تتضح معالم مستقبله الأدبي حتى ذلك الوقت الذي ناهز فيه الثلاثين من عمره. ويقال أن الأعمال التي قرأها للشاعر والناقد الفرنسي ماليرب كانت هي التي أطلقت شرارة الخيال الشعري في وجدان لافونتين. ولكنه استمر في محاولات أدبية لا قيمة لها على غرار الأشكال الأدبية السائدة في عصره مثل كتابة أنواع من القصائد مثل: القصيدة القصيرة المختتمة بفكرة ساخرة والقصيدة ذات الثلاث مقاطع التي يتألف كل مقطع منها من ثمانية أبيات أو عشرة والقصيدة ذات الثلاثة عشر بيتًا وقافيتين وما إلى ذلك.
كانت أول أعماله الجادة هي ترجمة أو الاقتباس عن المسرحية الكوميدية Eunuchus التي كتبها الكاتب المسرحي الروماني Terence (المعروف باسم ترنتيوس) في عام 1654. كان الراعي الأول للحركة الأدبية في فرنسا في ذلك الوقت هو فوكاي؛ الذي كان يشغل منصب الوزير الفرنسي المسئول عن تدبير الموارد المالية واستخدامها، والذي تعرف إليه لافونتين عن طريق جاك جانار الذي كانت تربطه بلافونتين قرابة المصاهرة. ونادرًا ما كان من يتقرب من فوكاي يذهب خالي الوفاض من فيض سخائه. وهكذا، تلقى لافونتين منحة حكومية تقدر قيمتها بألف جنيه (في عام 1659)، واستلم المبلغ على دفعات تصاحب كل نسخة ينتجها من الأشعار. وبدأ أيضًا في كتابة مزيج أدبي من النثر والشعر بعنوان  Le Songe de Vaux عندما كان في المنزل الريفي الشهير الذي كان فوكاي يملكه.
كان هذا هو الوقت الذي كان يتحتم فيه فصل ممتلكات زوجته عن ممتلكاته حتى تبقى بمأمن بعيدًا عن فشله المادي، وكان عليه أن يبيع ببطء كل ما يملكه؛ الأمر الذي لم يلقِ له لافونتين بالاً لأنه لم يكن أبدًا يفتقر إلى وجود من يرعاه من ذوي النفوذ والثروة. وفي نفس العام، كتب قصيدة ذات ثلاثة مقاطع يتألف كل منها من ثمانية أبيات أو عشرة بعنوان  Les Rieurs du Beau-Richard ثم، تلاها العديد من المقطوعات التي تنتمي لشعر المناسبات والتي كان يتوجه بها لشخصيات متنوعة تتدرج في منزلتها من الملك نفسه إلى كل من يليه في المرتبة.
سرعان ما جلب فوكاي على نفسه استياء الملك، ولكن لافونتين - مثل باقي زملائه من الأدباء الذين كان لفوكاي فضلاً كبيرًا عليهم - استمر في إخلاصه له. وتعتبر المرثاة التي تحمل عنوان Pleurez, Nymphes de Vaux دون شك هي الدليل الوحيد على ولائه له.ويعتقد أنه من الممكن أن تكون رحلته إلى ليموج في عام 1636 بصحبة جانارت والتي تم وصفها - وإرسال هذا الوصف إلى زوجته - بطريقة تتسم بما هو أعمق من طريقة الكتابة التلقائية العادية التي يكتب بها عامة الناس مما يجعل من الصعب أن يكون جانارت هو من كتبها.
في هذا الوقت بالتحديد، كانت شئونه المالية تعاني من الأزمات التي لا تبشر بالخير. وألحق لافونتين ووالده دون وجه حق لقب esquire (وهو لقب يعني المبجل، ويلحق عادةً باسم الأسرة) باسم عائلتهما. وكانت بعض المراسيم الصادرة بالفعل تجرم هذا التصرف؛ فقام أحد الوشاة باستخدامها واستصدار حكم ضد الشاعر بدفع غرامة قيمتها ألفين من الجنيهات. وعلى الرغم من ذلك، فقد وجد لافونتين حماية جديدة من الحكم الذي صدر ضده عند دوق بويون، وكذلك عند دوقة بويون. كما وجدها عند الإقطاعيين الذين كانوا يفوقوه في المكانة الاجتماعية في بلدة شاتو تيري. وهكذا، لم يسمع أحد بعد ذلك عن هذه الغرامة.
وجه لافونتين بعضًا من أكثر أشعاره حيوية إلى الدوقة ماري آن مانسيني وهي أصغر بنات إخوة الكاردينال الإيطالي مازاران. من المحتمل أن يكون استحسان الدوق والدوقة لشعر الشاعر الإيطالي Ariosto له علاقة بأول كتابات لافونتين ذات الأهمية - وهي كتاب Contes - الذي خرج إلى النور في عام 1664. في هذا الوقت، كان لافونتين قد بلغ الثالثة والأربعين من عمره وكانت أعماله التي تم نشرها بالفعل قليلة الأهمية نسبيًا، وذلك على الرغم من أن الكثير من أعماله كان يتم تداولها في نسخ مكتوبة بخط اليد قبل أن تتم طباعتها بصفة منتظمة.

### سنوات الشهرة

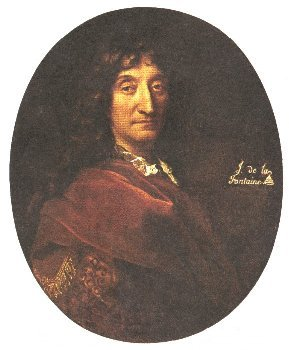
صورة تصور لافونتين منسوبة إلى فرانسوا دي ترويوفي

هذا الوقت تقريبًا، كانت رباعية Rue du Vieux Colombier - التي حظت بشهرة كبيرة في تاريخ الأدب الفرنسي - قد اكتملت أركانها. فقد تكونت هذه الرباعية من لافونتين وراسين وبوالو وموليير، وكان الأخير في مثل عمر لافونتين تقريبًا بينما كان الآخران أصغر منه بفارق عمر كبير. وكان الشاعر والكاتب الفرنسي تشابلان غير مقبول بين أعضاء هذه الزمرة بشكل أو بآخر. ويتم تناقل بعض الحكايات - والتي لا يمكن الوثوق بأية صورة من الصور في صحة بعضها - عن المقابلات التي كانت تتم بين أعضاء هذه المجموعة الرباعية. وربما تكون أكثر هذه الحكايات تميزًا تلك التي تؤكد على وجود نسخة من قصيدة الرثاء - التي لم تصادف نجاحًا - والتي كان تشابلان قد كتبها بعنوان Pucelle فوق منضدة اجتماعات المجموعة الرباعية بشكل دائم، وكان العقاب الذي يتم توقيعه على أي فرد من المجموعة يصدر عنه ما لا يرضي المجتمعين معه هو قراءة عدد معين من سطور المرثاة. وكان أعضاء الزمرة هم شخصيات قصة لافونتين التي حملت عنوان Cupid and Psyche ، ولكنه أطلق عليهم أسماءً مستعارة. وعلى أي حال، لم تتم طباعة هذه القصة - وكذلك Adonis - حتى عام 1669.
في هذا الوقت، استمر الشاعر في السعي وراء تكوين صداقات جديدة. وفي عام 1664، كان لافونتين يتلقى العطايا باستمرار، كما أقسم يمين الولاء والالتزام بمهام منصبه الرسمي كواحد من النبلاء التابعين لدوقة أورلان - والتي كانت أيضًا أرملة لأحد النبلاء - وتم منحه اللقب في احتفال رسمي أقيم في لوكسمبورغ. وكان لافونتين لا يزال حتى ذلك الوقت محتفظًا باللقب الذي تنازل له عنه والده. ويوجد من الوثائق ما يعبر عما يشبه التأنيب الرسمي من كولبير يخبره فيه بأنه يجب أن يقوم ببحث بعض المخالفات التي يتم ارتكابها في بلدة شاتو تيري. وفي نفس العام، ظهر الجزء الثاني من كتابه Contes، كما خرجت الكتب الستة الأولى من سلسلته التي تحمل عنوان Fables إلى النور في عام 1668. كذلك، ظهرت أجزاء أخرى من العملين في عام 1671. وفي عام 1671، ذكر واحد من موظفيه الرسميين واقعة تدل على سهولة الانقياد التي كانت تتميز بها شخصية لافونتين - حيث قام بناء على طلب الجماعة المعروفة باسم Port-Royal؛ وهي جماعة ظهرت في فرنسا في القرن السابع عشر تناصر المذهب الفكري الكاثوليكي المعروف باسم Jansenism بإعداد نسخة من شعر ديني لإهدائها إلى أمير كونتي ‏.
بعد مرور عام على حصوله على منصبه الجديد - الذي ازدهر بلا ريب لفترة من الوقت - ظهرت دلائل تشير إلى تغير الأحوال إلى الأسوأ كثيرًا. فقد توفيت دوقة أورلان، وكان عليه أن يتخلى عن منصبه؛ وقد يكون قد اضطر لبيعه ليسدد ديونه. ولكن، كان هناك دومًا من يرعى لافونتين. فقد قامت مدام دي لاسابلييه - وهي امرأة ذات جمال أخاذ وفكر سليم وشخصية قوية - بدعوته للإقامة في منزلها الذي عاش فيه لمدة عشرين عامًا. ويبدو إنه بدءًا من ذلك الوقت، لم يصادف لافونتين أية مشكلة تتعلق بشئونه المادية وإنه استطاع أن يكرس نفسه تمامًا إلى الاتجاهين الشعريين المختلفين الذين اختارهما بالإضافة إلى التأليف المسرحي.

### محاولة الالتحاق بالأكاديمية والصراعات التي صاحبت ذلك
في عام 1682، كان لافونتين - الذي كان يناهز الستين عامًا في ذلك الوقت - قد أصبح واحدًا من أشهر الأدباء الفرنسيين. وقد وصفت مدام دي سيفينيه؛ وهي واحدة من أشهر الناقدات الأدبيات في ذلك الوقت - والتي كانت تميل إلى تشجيع الأشكال الأدبية الجديدة - مجموعته الثانية من Fables التي تم نشرها في شتاء عام 1678 بإنها ذات طبيعة أسمى من طبيعة البشر وكانت شديدة التيقن من أن هذا الرأي هو رأي جمهور القراء في هذا العمل. لذلك، كان من المنطقي أن يتقدم لافونتين بطلب للالتحاق بالمؤسسة الفرنسية اللغوية الشهيرة المعروفة باسم أكاديمي فرانسيز. وعلى الرغم من أن الموضوعات التي تناولها في Contes كان من الصعب للغاية أن تلقى رضا هذا التجمع من الأشخاص الذين تتصف شخصياتهم بالوقار في نفس الوقت الذي جعله فيه الارتباط بفوكاي وبأكثر من شخصية تمثل الحزب القديم المعروف باسم Frondeur party (وهو الحزب الذي تكون نتيجة للحرب الأهلية الفرنسية التي عرفت باسم Fronde محلاً للشك من كولبير ومن الملك، فقد كان معظم أعضاء الأكاديمية من أصدقائه الشخصيين.
تقدم بطلب الالتحاق لأول مرة في عام 1682، ولكن تم رفضه من أجل الماركيز دي دانجيو. وفي السنة التالية، توفي كولبير وتم ترشيح لافونتين مرة أخرى للانضمام للأكاديمية. وكان بوالو مرشحًا أيضًا لشغل المكان. ولكن الاقتراع الأول أسفر عن حصول كاتب القصص الخرافية على ستة عشر صوتًا في مقابل حصول خصمه الناقد على سبعة أصوات فقط. ولم يشعر الملك - الذي كانت موافقته ضرورية ليست على نتيجة الانتخابات في حد ذاتها، ولكنها كانت ضرورية لإجراء اقتراع ثانٍ في حالة الفشل في حصول أحد المرشحين على غالبية الأصوات - بالرضا عن النتائج. وهكذا، تم ترك نتائج الانتخابات معلقة. ثم، خلا مقعد آخر في الأكاديمية بعد مرور بعض الشهور، فتم انتخاب بوالو لشغله. وتعجل الملك الموافقة على اختيار أعضاء الأكاديمية معبرًا عن عواطفه الطيبة عندما قال: Vous pouvez incessamment recevoir La Fontaine, il a promis d'etre sage (أستطيع الآن في أي وقت أن استقبل لافونتين؛ فهناك وعد بالتصرف بحكمة.)
كانت إجابة طلب لافونتين للالتحاق بالأكاديمية سببًا غير مباشر في تلك المعركة الأدبية القوية الوحيدة التي خاضها لافونتين في حياته. واحتدم الخلاف بين أعضاء الأكاديمية من جانب وواحد من أعضائها من جانب آخر وهو أنطوان فوريتيار وذلك حول موضوع قاموس اللغة الفرنسية الذي أصدره هذا العضو والذي كان يعتبر خرقًا للقواعد التي يجب مراعاتها في الأكاديمية. وقام فوريتيار - وهو رجل غير محدود القدرات - بالهجوم العنيف على من اعتبرهم أعدائه والذي كان لافونتين واحدًا منهم؛ خاصةً وأن عمله Contes الذي لم يحالفه الكثير من التوفيق قد جعله هدفًا سهل المنال لذلك الهجوم حيث صادرت الشرطة مجموعته الثانية من هذه الحكايات. ولكن، وضعت وفاة فوريتيار - مؤلف رواية Roman Bourgeois  - حدًا لهذا الخلاف.
بعد ذلك بفترة قصيرة، كان لافونتين طرفًا في أزمة نالت حظًا أوفر من الشهرة التاريخية عن الأزمة السابقة؛ ألا وهي الأزمة الشهيرة التي تسبب فيها النزاع بين القدماء والمحدثين من الأدباء والذي كان كل من بوالو وتشارلز بيرو قطبيها. وانحاز لافونتين إلى جانب القدماء في هذه الأزمة (على الرغم من أن بيرو قد استثناه من هذا النزاع حيث فضل أعماله على تلك التي كتبها Aesop (كاتب القصص الخرافية الإغريقي) والتي كتبها Phaedrus (كاتب القصص الخرافية الروماني). وفي نفس الفترة تقريبًا (الفترة ما بين عامي 1685 و1687) تعرف لافونتين إلى آخر الشخصيات الكثيرة التي قامت باستضافته وحمايته على مدار حياته؛ وهما السيد والسيدة دي هيرفار. كذلك وقع في هوى سيدة عرفت باسم مدام أولريش؛ وهي سيدة ذات مكانة مرموقة وإن كانت شخصيتها مبهمة. وصحب ذلك التعارف الجديد في حياة لافونتين ألفة شديدة مع كل من فاندوم، وتشوليو وباقي أعضاء الزمرة المتحررة المعروفة باسم Temple. ولكن، بالرغم من أن مدام دي لاسابلييه في ذلك الوقت كانت قد كرست حياتها بكاملها تقريبًا - ومنذ فترة طويلة - لأعمال الخير ولممارسة الشعائر الدينية، فقد ظل لافونتين ملازمًا لبيتها حتى وفاتها في عام 1693.
أما ما حدث بعد ذلك، فقد تمت روايته في واحدة من أشهر القصص التي يتم تناقلها عنه والتي تعبر عن طبيعته الطفولية. فعندما سمع السيد هيرفار بأخبار وفاة لاسابلييه، عقد النية على الفور على العثور على لافونتين. والتقاه في الشارع وهو في شدة الأسف، ورجاه أن يوافق على أن يجعل من بيته مستقرًا له. وكانت إجابة لافونتين J'y allais  (أستطيع الآن أن أذهب معك). وكان لافونتين قد مر بعملية تحول فكري أثناء مرض قاسِ أصابه في العام السابق. فقد كان لأحد القساوسة - وهو إم بوسيه - تأثيره عليه وحمله على أن يعتبر عمله المعروف باسم Contes عملاً غير لائق؛ وإن كان لافونتين لم يفهم منه سببًا لذلك. ويقال أنه قد طلب منه أن يقدم دليلاً لإثبات توبته وهو تدمير واحدة من مسرحياته الجديدة التي كانت تتميز بالجودة الأدبية، وهو الطلب الذي خضع له لافونتين بالفعل.
من الحكايات الطريفة التي يتم تناقلها عن دوق برجاندي الصغير - والذي كان واحدًا من تلاميذ عالم اللاهوت والشاعر والكاتب الفرنسي فينيلون - إنه في الحادية عشرة من عمره قام بإرسال 50 louis كهدية إلى لافونتين بدافع من مشاعره الشخصية. ولكن، بالرغم من أن لافونتين كان قد تماثل للشفاء في ذلك الوقت، فقد كان كبر السن والوهن قد نالا منه. وكان على مضيفيه الجديدين أن يقوما بالعناية به بدلاً من استضافته وحسب؛ وهو الأمر الذي قاما به بمنتهى العناية والحنو. وقام لافونتين بكتابة عدد قليل آخر من الأعمال؛ فاستكمل عمله المعروف باسم Fables وكذلك مجموعة أخرى من الأعمال. ولكن لافونتين لم يبقَ على قيد الحياة لفترة طويلة بعد رحيل مدام لاسابلييه؛ فقد توفي بعد رحيلها عن الحياة بحوالي العامين في الثالث عشر من أبريل من عام 1695 عن عمر يناهز الثالثة والسبعين. وعندما تم افتتاح المقبرة المعروفة باسم Père Lachaise Cemetery في باريس، تم نقل رفات لافونتين إليها. وعاشت زوجته بعد رحيله لمدة خمسة عشرة عامًا تقريبًا.

### حكايات ونوادر عن شخصية لافونتين
صورت الحكايات الأدبية التي يتم تناقلها من جيل إلى جيل شخصية لافونتين المثيرة للفضول - وكذلك الكثير من الأدباء - في صورة أسطورية خرافية. وكان شرود ذهن لافونتين ولامبالاته بشئون أعماله أرضًا خصبة نمت فيها أفكار وكتابات كاتب السير الذاتية الفرنسي جيديون تاليمان دو ريو. وساعد من بقي على قيد الحياة ممن عاصروا لافونتين في تقديم مائدة زاخرة بالنوادر عنه تقبلتها العقول في القرن الثامن عشر. وتتضمن هذه النوادر ما يروى عن مقابلة لافونتين لابنه وتعليقه الذي قاله عندما أخبروه عن هوية الشخص الواقف أمامه: نعم، لقد كنت أعرف إنني سبق وأن قابلت هذا الشخص في مكان ما من قبل!. ومن النوادر التي يتم تناقلها عنه أيضًا إصراره على الدخول في مبارزة مع شخص كان يعتقد أنه أحد المعجبين بزوجته، ثم قيامه بعد ذلك بمناشدته أن يزوره في منزله كما كان يفعل من قبل. كذلك، يروى عنه خروجه برفقة البعض وهو يرتدي جواربه من الجهة المعاكسة، وما إلى ذلك من النوادر الطريفة. وبصورة متناقضة، تروى عنه بعض النوادر التي تدل على تخاذله وصمته في مقابل فظاظته التي تدل على ثقة زائدة بالنفس عندما يكون بصحبة الآخرين.
علينا أن نتذكر عند الحديث عن ذلك الوصف السلبي الذي وصفه به جان دي لابرويير أن لافونتين كان صديقًا خاصًا وحليفًا لعدو لابرويير الأدبي الأول الشاعر بنسيراد. ولكن، سيتبقى الكثير من هذه النوادر على الرغم من كل ما يتم حذفه منها، خاصةً وأن أحد المصادر المهمة التي نقلت الحكايات عن لافونتين هو لويس راسين وهو رجل كان يتصف بالذكاء ويحترم القيم الأخلاقية. وكان لويس قد تلقى هذه الروايات عن والده الذي كان صديقًا مقربًا من لافونتين لأكثر من ثلاثين عامًا. وربما تكون أكثر هذه القصص استحقاقًا لأن يتم تسجيلها هي تلك القصة التي تتعلق بالمجموعة الرباعية التي كانت تسمى Vieux Colombier، وتحكي هذه القصة عن الواقعة التي علق فيها موليير على قيام كل من راسين وبوالو بالتباري مع لافونتين - الذي كان يطلق عليه le bonhomme أو le bon  بمعني الرجل العذب - في استخدام مهاراتهم العقلية والأدبية، الأمر الذي جعل موليير يعلق قائلاً أمام واحد ممن شهدوا هذه الواقعة:  Nos beaux esprits ont beau faire, ils n'effaceront pas le bonhomme. (أرواحنا العذبة تستطيع أن تنتج الكثير من الأعمال العذبة، ولكنها لن تستطيع أبدًا أن تدخل أعمال هذا الرجل العذب - يقصد لافونتين - إلى دائرة الظل). ولم تستطع فعلاً أعمالهم أن تجعل نجم أعمال لافونتين يخفت.

## أعمال لافونتين
يمكن تقسيم كل أعمال لافونتين إلى ثلاثة أقسام رئيسية وهي: Fables (القصص الخرافية)، و Contes النوادر والحكايات)، والأعمال الأخرى التي تتناول موضوعات متنوعة. ومن بين هذه الأقسام، يعتبر القسم الأول هو المعروف منها عالميًا. أما القسم الثاني فيعرفه فقط محبي الأدب الفرنسي، ودخل القسم الثالث من أعمال لافونتين في دائرة النسيان باستثناء بعض الأعمال القليلة التي تنتمي إليه.
تظهر الجوانب والبراعات المتعددة التي تتميز بها موهبة لافونتين في عمله المعروف باسم The Fables أكثر من أي نوع آخر من أعماله. وسار الكثيرون على نفس درب لافونتين في كتابة القصة الخرافية؛ خاصةً ما يحكي منها عن الوحوش. واستلهم الشاعر أعماله من أعمال: Aesop وHorace وBoccaccio وAriosto وTasso وكذلك من أعمال Machiavelli الكوميدية. كما استلهمها أيضًا من الأدب الهندي القديم مثل: Panchatantra (وهي مجموعة من القصص الخرافية التي تدور على ألسنة الحيوانات مكتوبة بلغات هندوسية وبوذية):
«هذا هو كتابي الثاني الذي يحوي قصصًا خرافية تدور على ألسنة الحيوانات الذي أقدمه للجمهور... ولا بد أن أعترف أن الجزء الأكبر من كتابي قد استلهمته من كتابات [[كليلة ودمنة (اسم آخر لمجموعة القصص الخرافية التي تدور على ألسنة الحيوانات المكتوبة بلغات هندوسية وبوذية المعروفة باسم Panchatantra والتي كتبها Vishnu Sarma)|Pilpay]]؛ الحكيم الهندي.» ("Je dirai par reconnaissance que j’en dois la plus grande partie à Pilpay sage indien.") - Jean de La Fontaine إعلان عن المجموعة الثانية من عمله المعروف باسم Fables (في عام 1678).
كانت المجموعة الأولى عبارة عن مائة وأربعة وعشرين من تلك القصص الخرافية وتحمل عنوان Fables Choisies وقد ظهرت في الحادي والثلاثين من مارس في عام 1668، وقد تم إهدائها ببراعة إلى من أطلق عليه لافونتين "Monseigneur" (لقب للتكريم يتم منحه في المناطق التي يتحدث سكانها الفرنسية خاصةً إلى الأمراء والأساقفة) لويس الأكبر؛ الدوفين (لقب يطلق على الابن البكر لملك فرنسا). وقد كان عمره في ذلك الوقت ستة أعوام، وهو ابن لويس الرابع عشر؛ ملك فرنسا وزوجته - الملكة زوجة الملك الحاكم - الملكة الأسبانية ماريا تيريزا. ويشكل هذا الإصدار الأول ما يعرف الآن بالكتب الستة الأولى، وفيها احتذى لافونتين حذو من سبقوه في كتابة هذا النوع من الأعمال مقتربًا جدًا من أعمالهم، ولكنه تحرر من قيود الالتزام بأسلوبهم في المجموعات التالية؛ وهي المجموعات التي تظهر فيه عبقريته الحقيقية.
يجب أن ينظر فيها بعين الاعتبار إلى جرأة أفكاره السياسية بالإضافة إلى مهارته وطرحه لأفكاره عن الأخلاق. كذلك، يتضح في سياق سرده القصصي إداركه التام للطبيعة البشرية وتمكنه الفني من صياغة أفكاره. وأحيانًا، يتم الاعتراض على أن نظرة لافونتين للشخصية الإنسانية مظلمة بشكل غير مقبول، وتشبه إلى حد بعيد نظرة لاروشفوكو الذي كان الشاعر يشعر تجاهه بالإعجاب العميق. ويمكن أن يتم الرد على هذه الفكرة بأن العمل الهجائي (وقد كان لافونتين واحدًا من أبرز من كتبوا أعمالاً هجائية) لا بد وأن يتصل بالضرورة بالجانب المظلم من شخصية الإنسان وليس بالجانب المشرق منها.
ربما يكون أفضل نقد لقصص لافونتين الخرافية هو ما قاله اللغوي والمستشرق الفرنسي سيلفستر دي ساسي عندما قال أن تأثير قصص لافونتين الخرافية يدخل السعادة على قلوب ثلاثة أجيال مختلفة: فالطفل يبتهج بالنضارة والحيوية التي تتميز بها القصة، أما دارس الأدب المتلهف فيجد فيها ضالته المنشودة من الأدب تام الكمال الذي يظهر في طريقة السرد بينما يستمتع الرجل المجرب بما فيها من تأملات بارعة في الشخصية الإنسانية وفي الحياة. ولم يقم أي شخص - باستثناء البعض ممن قدموا أفكارًا عن لافونتين تبدو متناقضة مثل روسو وبعض أدباء المذهب الرومانسي مثل لامارتين - بإنكار أن الجانب الأخلاقي في قصص لافونتين الخرافية له نفس التجدد والقوة التي يتمتع بها الجانب الأدبي منها. وهكذا، أصبح كتاب لافونتين من الكتب التي يتم تداولها بشكل شائع - داخل فرنسا وخارجها - لأغراض تعليمية للأطفال أو للكبار من الأجانب بغرض تعليمهم اللغة الفرنسية. ومن الأدلة الواضحة على جودة هذا الكتاب حقيقة أن هذا الاستخدام لهذا العمل الأدبي الفريد (أو سوء الاستخدام إذا صح التعبير) لم يستطع أبدًا أن ينتقص من شعبيته كعمل أدبي.
قدم عمل لافونتين المعروف باسم Fables نموذجًا سار على نهجه من بعده كل من كاتبي القصص الخرافية : ايجناسي كراسيسكي من بولندا وايفان كرايلوف من روسيا.
وهو من أبهم الكتاب العالميين